# منتخب جمهورية الدومينيكان لكرة السلة للسيدات
منتخب جمهورية الدومينيكان الوطني لكرة السلة للسيدات (بالإسبانية: Selección femenina de baloncesto de la República Dominicana) هو ممثل جمهورية الدومينيكان الرسمي في المنافسات الدولية في كرة السلة للسيدات.